# Bufotes variabilis
Bufotes variabilis, även kallad Pseudepidalea variabilis är en groddjursart som först beskrevs av Peter Simon Pallas 1769. Art och släktestillhörigheten är omstridd, men den ingår i familjen paddor. IUCN kategoriserar arten globalt som otillräckligt studerad. Inga underarter finns listade i Catalogue of Life.

## Taxonomi och kontroverser
Denna arts taxonomi är omstridd. Ursprungligen fördes den till släktet Bufo, och kallades då Bufo variabilis. När detta släkte delades upp på flera, hamnade den initialt i släktet Pseudepidalea, dit den fortfarande räknas av bland annat Catalogue of Life. Flera auktoriteter anser emellertid att detta var felaktigt, IUCN betraktar det senare släktet som polyfyliskt, i alla fall för de så kallade grönpaddorna (denna art, B/P. balearicus, B/P. boulengeri, B/P. siculus och B/P. viridis) och förordar att de i stället skall föras till Bufotes.
Dessutom är det oenighet om vilka populationer som skall föras till Bufotes variabilis. I Danmark har Danmarks Fugle og Natur, med kopplingar till Århusuniversitetet, ändrat den grönfläckiga paddan (Bufotes viridis) arttillhörighet till Bufotes variabilis med motiveringen att B. viridis bör reserveras för den art som lever i västliga och sydliga Medelhavsområdet samt Balkan, medan B. variabilis bör beteckna den art som lever i Turkiet, Östeuropa och Östersjöområdet (inklusive Danmark). En studie från 2019 indikerar att variabilis bör kategoriseras som en yngre synonym av viridis.
IUCN konstaterar dock att en sådan uppdelning visserligen har skett, men menar att den är kontroversiell och inte fullt accepterad, bland annat därför att populationen i Nordtyskland, Danmark och Sverige är geografiskt isolerad och därför inte säkert kan sägas tillhöra Bufotes variabilis.
Artdatabanken kategoriserar den svenska populationen av grönfläckig padda som Bufotes viridis.

## Ekologi
Ekologin hos denna art är litet känd, mycket på grund av den taxonomiska osäkerheten. Det antas dock att arten förekommer på våtmarker, ängar, stäpper och andra gräsmarker, såväl som buskmarker och skogar.

## Utbredning
Artens utbredning är naturligtvis mycket omdiskuterad. Huvudpopulationen sträcker sig från Grekland österut genom Turkiet och Cypern till Syrien och Libanon och troligtvis fläckvis genom Israel, Jordanien och Saudiarabien. Fynd har även gjorts i Irak och Iran, och den förekommer också genom Kaukasus och Ryssland till Kazakstan. Hur den eventuella populationen i Sydsverige, Danmark och Nordtyskland skall betraktas råder det som nämnt mycket delade meningar om.